# Sangala anasa
Sangala anasa là một loài bướm đêm trong họ Geometridae.